# Браїлівська волость (Вінницький повіт)
Браїлівська волость — історична адміністративно-територіальна одиниця Вінницького повіту Подільської губернії з центром у містечку Браїлів.
У 1921 перейшла до складу новоутвореного Жмеринського повіту.
У 1923 році центр перенесений у Жмеринку, волость перейменована в Жмеринську.

## Склад
Станом на 1885 рік складалася з 13 поселень, 13 сільських громад. Населення — 15910 осіб (7200 чоловічої статі та 7053 — жіночої), 1399 дворових господарства.
|                     | Площа, десятин | У тому числі орної, дес. |
| ------------------- | -------------- | ------------------------ |
| Сільських громад    | 9621           | 6317                     |
| Приватної власності | 17781          | 7747                     |
| Іншої власності     | 845            | 515                      |
| Загалом             | 28242          | 14579                    |

Основні поселення волості:
- Браїлів (Казачківка, Москалівка) — колишнє власницьке містечко при річці Рів за 30 верст від повітового міста, 2468 осіб, 340 дворових господарств, жіночий монастир, 5 православних церков, костел, синагога, школа, 3 постоялих будинки, гостинний двір, винокурний завод, базари через 2 тижні. За 2 версти — бурякоцукровий завод із 2 млинами. За 15 верст — розкольницька слобода Борилків із 1268 мешканцями, старообрядницька церква, постоялий будинок. За 2 версти — цегельний завод.
- Ворошилівка — колишнє власницьке містечко, 978 осіб, 160 дворових господарств, православна церква, костел, католицька каплиця, синагога, єврейський молитовний будинок, школа, 3 постоялих двори, 6 постоялих будинків, торгова баня, 20 лавок, винокурний завод, водяний млин, базари через 2 тижні.
- Демидівка — колишнє власницьке село при річці Рів, 1060 осіб, 144 дворових господарства, православна церква, школа, постоялий будинок, 2 лавки.
- Лисянка — колишнє власницьке село при безіменній річці, 490 осіб, 75 дворових господарств, православна церква, школа, постоялий будинок.
- Людавка  — колишнє власницьке село, 551 особа, 94 дворових господарства, православна церква, школа, постоялий будинок.
- Махнівка — колишнє власницьке село при безіменній річці, 580 осіб, 84 дворових господарства, православна церква, школа, постоялий будинок.
- Маянів — колишнє власницьке село при річці Білка, 660 осіб, 104 дворових господарства, православна церква, школа, постоялий будинок.
- Могилівка — колишнє власницьке село при річці Буг, 649 осіб, 98 дворових господарств, православна церква, школа, постоялий будинок.
- Новоселиця — колишнє власницьке село, 669 осіб, 101 дворове господарство, православна церква, школа, постоялий будинок.
- Рижавка — колишнє власницьке село, 524 особи, 77 дворових господарств, православна церква, школа, постоялий будинок, водяний млин.
- Сьомаки — колишнє власницьке село при річці Рів, 722 особи, 117 дворових господарств, православна церква, школа, постоялий будинок.